# Evangeline Walton
Evangeline Walton, pseudonimo di Evangeline Wilna Ensley (Indianapolis, 24 novembre 1907 – Tucson, 11 marzo 1996), è stata una scrittrice statunitense.

## Biografia
Nacque ad Indianapolis, nell'Indiana, da Marion Edmund Ensley e Wilna Eunice Coyner, da cui ebbe un'educazione quacchera. Soffrì per tutta la vita di problemi cardiaci e respiratori, così fu costretta a studiare a casa, sotto la tutela della prozia; dal momento che non usciva spesso di casa si interessò alla lettura e all'opera. Nel 1924 i genitori divorziarono, così si trasferì assieme alla madre e alla nonna in varie città, tra cui New York, Chicago e San Francisco. Quando la nonna morì, nel 1946, si trasferirono definitivamente a Tucson, in Arizona, dove la madre morì nel 1971.
Buona parte dei libri di Walton vennero scritti tra gli anni Venti e Cinquanta e, quando nel 1970 ebbe i primi grandi successi, si dedicò alla ristesura e alla revisione delle opere non ancora pubblicate. Nel 1991 venne sottoposta ad un'operazione per rimuovere un tumore cerebrale benigno, ma la sua salute continuò a peggiorare. A causa di trattamenti al nitrato d'argento, usati per i suoi problemi ai bronchi, la sua pelle assunse col passare del tempo un colorito grigio-azzurro.
Ebbe una fitta corrispondenza con lo scrittore gallese John Cowper Powys, con il quale condivise la passione per la cultura e la mitologia gallese.

## Carriera letteraria
L'opera che rese famosa Evangeline Walton fu una tetralogia di fantasy mitico nella quale rivisitò il Mabinogion, il ciclo epico più importante del Galles; nel 1936 pubblicò il primo volume The Virgin and the Swine, che non ebbe successo, ma nel 1970 il curatore editoriale Lin Carter riscoprì il romanzo e lo ripubblicò con il nuovo titolo de L'isola de potenti entro la prestigiosa collana Ballantine Adult Fantasy Series di Ballantine Books, e l'autrice poté così proseguire e completare la serie con I figli di Llyr nel 1971, La Canzone di Rhiannon nel 1972 e Il principe dell'Annwn nel 1974. 
Nel 1945 Walton diede inoltre alle stampe il romanzo dell'orrore Witch House, uscita inaugurale della collana di romanzi edita dalla neonata Arkham House, e nel 1956 il romanzo storico The Cross and the Sword, che tratta dell'invasione danese della Gran Bretagna durante l'Alto Medioevo; è successivamente emerso, però, che l'edizione a stampa altera fortemente il manoscritto originale e la vera stesura del testo rimane a oggi inedita. Risale poi al 1981 il romanzo breve The Chinese Woman, apparso in un'antologia sempre a cura di Lin Carter. 
Negli anni Cinquanta l'autrice aveva anche progettato di pubblicare una seconda saga di fantasy mitico imperniata su re Teseo, ma rinunciò per non affrontare la concorrenza commerciale delle opere di Mary Renault sul medesimo soggetto; l'autrice riprese il progetto negli anni Ottanta, terminata la saga dei Mabinogion, ma diede effettivamente alle stampe solo il primo tomo, The Sword is Forged del 1983.
Dopo la morte di Walton, il suo cospicuo archivio di manoscritti è stato affidato dagli eredi al curatore Douglas A. Anderson, il quale è riuscito a rintracciarvi e a pubblicare il romanzo gotico She Walks in Darkness, oltre ad allestire un volume di testi brevi per metà inediti.

## Premi e riconoscimenti
- 1973 Premio Mythopoeic Fantasy per la letteratura per adulti a La canzone di Rhiannon.
- 1979 Premio Fritz Leiber per il Fantasy.
- 1985 Premio World Fantasy speciale conferito dalla World Fantasy Convention.
- 1989 Premio World Fantasy alla carriera conferito dalla World Fantasy Convention.

## Opere

### Tetralogia del Mabinogion
Ciascun romanzo rinarra uno dei quattro racconti, fra loro consequenziali ma ampiamente autonomi, che compongono i "rami" principali del Mabinogion antico; si noti che Walton pubblicò per primo il quarto tomo e per quarto il primo.
1. Il principe dell'Annwn (Prince of Annwn), Ballantine Books, 1974.
2. I figli di Llyr (The Children of Llyr), Ballantine Adult Fantasy Series 33, Ballantine Books,1971.
3. La canzone di Rhiannon (The Song of Rhiannon), Ballantine Adult Fantasy Series 51, Ballantine Books,1972.
4. L'isola dei potenti (The Virgin and the Swine poi The Island of the Mighty), Willett, Clark & Company, 1936; revisionato e riedito in Ballantine Adult Fantasy Series 18, Ballantine Books, 1970.

La serie è stata riunita per la prima volta nel volume omnibus The Mabinogion, Del Rey / Ballantine, 1974. La prima edizione italiana apparve nell'analogo omnibus I Mabinogion, trad. Barbara Besi Ellena, Garzanti Vallardi, 1980.

### Trilogia di Teseo
1. The Sword is Forged, Timescape Books, 1983.

### Romanzi autoconclusivi
- Witch House, Library of Arkham House Novels of Fantasy and Terror 1, Arkham House, 1945; espanso e riedito per Skeffington, 1950.
- The Cross and the Sword, Bouregy & Curl, 1956.
- The Chinese Woman, nell'antologia Weird Tales 3, a cura di Lin Carter, Zebra Publishing, 1981.
- She Walks in Darkness, Tachyon Publications, 2013.

### Raccolte di racconti
- Above Ker-Is and Other Stories, a cura di Douglas A. Anderson, Nodens Books, 2012. Comprende cinque racconti editi Walton vivente e cinque testi postumi corredati da note.
- Witch House, Centipede Press, 2013. Ristampa del romanzo Witch House nella stesura espansa del 1950, include un'appendice di vari scritti inediti.